# 小田急沿線新聞
小田急沿線新聞（おだきゅうえんせんしんぶん）は、小田急沿線新聞社が発行し、小田急電鉄各駅において配布されていた新聞である。

## 概要
1958年10月、東京都世田谷区豪徳寺にて石川眞理子の父親により創刊された。毎月11日と25日に発行され、ザラ紙タブロイド版8ページモノクロ印刷の新聞に小田急電鉄および小田急線沿線の情報、小田急沿線大学教員や開業医によるコラムが掲載されていた。
発行は小田急グループに属さない小田急沿線新聞社によって行われ、年間購読料は2500円とされていたが小田急線各駅において無料配布されていた。
2006年6月25日に編集に長く携わってきた新聞社代表石川眞理子が死亡し、同年12月25日、第1109号をもって廃刊となった。